# Настоящие дикари
«Настоящие дикари» (англ. Complete Savages) — американский ситком о жизни отца-одиночки и его пяти сыновей. Сериал был впервые показан 24 сентября 2004 года на телеканале ABC. Телевизионными сценаристами сериала выступили супруги Майк Скалли и Джули Тэкер. Сериал завершился после первого сезона и был остановлен из-за низких рейтингов. Всего было снято 19 эпизодов. Последняя серия была показана 17 июня 2005 года. Исполнительным продюсером и режиссёром трёх серий стал Мел Гибсон. В 2005 году сериал транслировался на российском канале СТС.

## Сюжет
Ник Сэвидж работает пожарным в маленьком городе и одновременно пытается воспитывать и содержать пятерых сыновей ― Джека, Криса, Сэма, Кайла и Ти Джея. Жена Сэвиджа ушла из семьи 10 лет назад. Поэтому Нику приходится решать проблемы подростков и находить выходы из запутанных ситуаций. Братья разного возраста и непохожи друг на друга, что создаёт массу проблем их отцу в каждой серии. У Ника есть младший брат Джимми, с которым он работает в одной пожарной части. С семьей живёт собака.

## В ролях
- Кит Кэррадайн — Ник Сэвадж
- Эрик фон Деттен — Крис Сэвадж
- Эндрю Эйден — Сэм Сэвадж
- Шон Сайпс — Джек Сэвадж
- Эван Эллингсон — Кайл Сэвадж
- Джейсон Долли — Ти Джей Сэвадж
- Винсент Вентреска — Джимми Сэвадж
- Отем Ризер — Анджела Андерсон
- Кайли Спаркс — Бренда
- Мел Гибсон — офицер Стив Кокс
- Кендес Кита[англ.] — Мисти
- Бетти Уайт — миссис Агнес Рили

## Награды и номинации
| Год  | Награда                                     | Результат | Категория                                                               | Прим.                                                    |
| ---- | ------------------------------------------- | --------- | ----------------------------------------------------------------------- | -------------------------------------------------------- |
| 2005 | Премия Гильдии художников-постановщиков США | Номинация | Лучший художник-постановщик в сериале, снятом несколькими камерами      | Шарон Буссе и Гари Смут (за эпизод "Carnival Knowledge") |
| 2005 | Премия «Выбор народа»                       | Номинация | Любимая новая ТВ-комедия                                                | н/д                                                      |
| 2005 | Премия «Молодой актёр»                      | Номинация | Лучшая роль в сериале (комедия или драма) — молодой актёр второго плана | Эван Эллингсон                                           |
| 2005 | Премия «Молодой актёр»                      | Номинация | Лучший семейный телесериал (комедия)                                    | н/д                                                      |
| 2005 | Премия «Молодой актёр»                      | Победа    | Лучшая роль в сериале (комедия или драма) — молодой актёр второго плана | Джейсон Долли                                            |

## Интересные факты
- Исполнительный продюсер и режиссер трёх серий Мел Гибсон снялся в сериале в роли полицейского Кокса. В пятом эпизоде ребята смотрят учебный фильм с участием Кокса. После просмотра младший брат Савиджа Джимми говорит, что «по-моему, Кокс неважный актёр». В 10 эпизоде Кокс рассказывает о вреде неправильно размороженной индейки на День Благодарения. В последней серии Гибсон в роли Кокса учит правилам грамотного пользования джакузи. Во всех учебных видео напарницей Кокса выступает девушка по имени Мисси, которая погибает каждый раз в финале ролика.
- Во второй серии Сэм пытается подтянуть по учёбе Криса и спрашивает того, какие три слова сказал Брут, принимая участие в убийстве Цезаря. По распространённой легенде, как раз Цезарь произносит фразу из трёх слов «И ты, Брут!», а не наоборот.
- Собака, живущая с Сэвиджами, не называется по кличке. До конца сериала она так и останется безымянной.
- У авторов сериала Майка Скалли и Джули Тэкер пять дочерей.